# 末世戰疫：鳴鳥檔案
是一部2020年美國科幻驚悚電影，由亞當·梅森（Adam Mason）執導並與賽門·博伊斯（Simon Boyes）共同編劇，麥可·貝等人監製，其題材改編自COVID-19疫情。主演包括K·J·阿帕、索菲亞·卡森、克雷格·羅賓森、布萊德利·惠特福德、彼得·史托馬、亞歷珊卓·達迪莉奧、保羅·華特·豪澤及黛咪·摩爾。
該片於2020年12月11日透過網絡點播放映。

## 劇情
2024年，COVID-19病毒突變成傳染性更強，死亡率超過五成的「COVID-23」。COVID-23摧毀了世界，各地城市陷入封鎖狀態。一群年輕男女為了與摯愛團聚，試圖越過當前阻礙社會發展的各種障礙：疾病、戒嚴令、檢疫和治安警察。

## 演員
- K·J·阿帕飾演尼克（Nico）
- 索菲亞·卡森飾演莎拉（Sara）
- 克雷格·羅賓森飾演尼克的老闆
- 彼得·史托馬飾演艾密特·哈蘭德（Emmett Harland）
- 亞歷珊卓·達迪莉奧飾演梅（May）
- 黛咪·摩爾飾演派柏·葛里芬（Piper Griffin）
- 保羅·華特·豪澤飾演麥可·多澤（Michael Dozer）
- 布萊德利·惠特福德飾演葛里芬先生（Mr. Griffin）
- 珍娜·奧蒂嘉（英语：Jenna Ortega）飾演莉茲（Izzy）
- 伊森·喬許·李（英语：Ethan Josh Lee）飾演吉福茲（Giffords）
- 莉亞·麥克休飾演艾瑪·葛里芬（Emma Griffin）
- 麥可·布莉安娜·懷特（英语：Michole Briana White）飾演艾莉絲（Alice）

## 製作
2020年5月19日，據報導，麥可·貝、亞當·古德曼（Adam Goodman）與埃本·戴維森（Eben Davidson）將製作一部以正在進行的COVID-19疫情題材的電影，名為《末世戰疫：鳴鳥檔案》。其劇本由亞當·梅森（Adam Mason）與賽門·博伊斯（Simon Boyes）共同編寫，梅森也將擔任導演。
2020年6月，演員黛咪·摩爾、彼得·史托馬和保羅·華特·豪澤簽約參演。7月，布萊德利·惠特福德、珍娜·奧蒂嘉、K·J·阿帕及索菲亞·卡森加入演出陣容。演員經過遠程培訓（如視訊）的方式來準備拍攝。
主要拍攝於2020年7月8日在洛杉磯開始進行。攝製最初被SAG-AFTRA叫停，在批准製作許可後隨即在隔日進行。電影於2020年8月3日宣告殺青。

## 發行
2020年8月，STX影業取得該片的美國發行權。2020年10月29日，首支預告片釋出；但其預告片在影評人和觀眾間反應不佳，批評主因集中於對COVID-19疫情的浪漫化，就如同在疫情期間上演著《羅密歐與茱麗葉》式的劇情。該片定於2020年12月11日以VOD的方式發行，並於2021年在各大串流媒體服務供應商上線。

## 外部連結
- 互联网电影数据库（IMDb）上《末世戰疫：鳴鳥檔案》的资料（英文）
- 豆瓣电影上《末世戰疫：鳴鳥檔案》的資料 （简体中文）